# Centro de Investigaciones Psicológicas y Sociológicas
El Centro de Investigaciones Psicológicas y Sociológicas (CIPS) es una investigación académica que forma parte del  Ministerio de Ciencia, Tecnología y Medio Ambiente. Esta Institución nació el 10 de octubre de 1983. El CIPS se orienta a la realización de diagnósticos sociales (nacionales, locales, comunitarios, organizacionales, institucionales), evaluaciones, proyecciones y propuestas de trasformación social, orientados al desarrollo de los procesos, las relaciones sociales y la subjetividad humana, que apuntan al desarrollo sostenible de la sociedad cubana, a través de la solución de problemas relevantes.

## Historia
El CIPS se crea como resultado de la conversión del Instituto de Ciencias Sociales (ICSO) de la Academia de Ciencias de Cuba en tres centros. La decisión tuvo su antecedente en los acuerdos del I Congreso del Partido Comunista de Cuba realizado en 1975. Allí se reconoció oficialmente, por primera vez en la historia del país, la importancia de las investigaciones sociales para la dirección de la sociedad.
Este enfoque dio lugar, inicialmente, a un proceso de fortalecimiento del ICSO por medio de la selección de especialistas de distintos centros del país. Entre ellos estuvo la Dra. Daysi Rivero, que provenía de la Universidad de La Habana y fue ubicada como directora del ICSO; la Dra. Ángela Casaña que era profesora de la Facultad de Psicología de la Universidad de La Habana, y pasó a ser jefa del departamento de Psicología; Juan Luis Martín, que trabajaba en el Centro Técnico de Vivienda y Urbanismo y fui ubicado como jefe del departamento de Investigaciones Socioeconómicas y Jorge Ramírez Calzadilla que provenía del Ministerio del Interior.

## Misión
Su misión fundamental ha sido revaluada y reformulada, pero su esencia ha permanecido como elemento nuclear de su sentido de ser como Institución: el trabajo investigativo vinculado directamente a los problemas sociales fundamentales de la realidad cubana, con una perspectiva orientada a su transformación social. 

## Orientación
El CIPS se orienta a la realización de diagnósticos sociales (nacionales, locales, comunitarios, organizacionales, institucionales), evaluaciones, proyecciones y propuestas de trasformación social, orientados al desarrollo de los procesos, las relaciones sociales y la subjetividad humana, que apuntan al desarrollo sostenible de la sociedad cubana, a través de la solución de problemas relevantes. 

## Líneas fundamentales de trabajo
Las líneas fundamentales que trabaja la Institución son:
- Estructura Social y Desigualdades
- Trabajo y Empleo
- Familia
- Generaciones y Juventud
- Religión; Cambio Organizacional
- Creatividad
- Políticas Sociales
- Participación Social
- Organizaciones Barriales y Desarrollo Comunitario
- Percepciones Medioambientales